# Tasmanoonops septentrionalis
Tasmanoonops septentrionalis là một loài nhện trong họ Orsolobidae.
Loài này thuộc chi Tasmanoonops. Tasmanoonops septentrionalis được Raymond Robert Forster & Norman I. Platnick miêu tả năm 1985.